# Sphingonaepiopsis gorgoniades
Sphingonaepiopsis gorgoniades (tên tiếng Anh: Gorgon Hawkmoth) là một loài bướm đêm thuộc họ Sphingidae. Nó được tìm thấy từ Croatia, Albania, Macedonia, Trung, Nam Hy Lạp, Bulgaria và Romania đông trên toàn miền nam Ukraina và Crimea, miền nam nước Nga xa về phía bắc Kazan, các Urals miền nam và miền đông Kazakhstan để Kyrgyzstan và Afghanistan. Nó cũng đã được ghi nhận từ các trung tâm và phía nam Thổ Nhĩ Kỳ, Liban, Israel và Jordan về phía đông tây khắp miền bắc Iraq, Caucasus (Armenia, Gruzia và Azerbaijan), Iran tới miền nam Turkmenistan phía Bắc.
Sải cánh dài 25–32 mm. Có hai thế hệ một năm và con lớn bay vào cuối tháng 5 và đầu tháng 6 và lần nữa vào cuối tháng 7 đầu tháng 8.
Ấu trùng ăn các loài Galium species, mainly Galium verum và other Rubiaceae.